# Éber Luís Cucchi
Pour les articles homonymes, voir Cucchi.
Éber Luís Cucchi (né le 20 septembre 1981 à Caxias do Sul dans le Rio Grande do Sul), est un joueur de football brésilien, qui évolue en tant qu'attaquant.

## Palmarès
- Tianjin TEDA
  - Meilleur buteur du championnat de Chine : 2008